# Raad Hammoudi
Raad Hammoudi Salman Al-Aredhi (en árabe: رَعْد حَمُّودِيّ سَلْمَان الْعَارِضِيّ‎; Bagdad, Irak; 1 de mayo de 1958) es un exfutbolista Iraquí que se desempeñaba como guardameta. Actualmente es el presidente del Comité Olímpico Iraquí.

## Carrera

### Club
| Periodo   | Club             |
| --------- | ---------------- |
| 1972–1974 | Kuliya Al-Shorta |
| 1974–1987 | Al-Shorta SC     |

### Selección nacional
Es conocido como el guardameta más exitoso de Irak, lideró a su selección hacia su primera y única clasificación mundialista en México 1986.
Debutó en 1976 ante Turquía. Se consagró con su selección por primera vez en la Copa de Naciones del Golfo de 1979, donde tuvieron puntaje perfecto al ganar los 6 encuentros, recibiendo un único gol, por lo que ganó el premio al mejor guardameta del torneo. Volvió a consagrarse en los Juegos Asiáticos de 1982, cerrando la fase de grupos en segundo lugar con 4 puntos y venciendo por la mínima en la final a Kuwait. Volvió a ser convocado para los Juegos Olímpicos de Los Ángeles 1984, donde solo cosecharon un punto ante Canadá. En México 1986 fue titular ante Paraguay y Bélgica, perdiendo 1-0 y 2-1 respectivamente. En 1999 Raad fue reconocido por la Federation of Football History & Statistics (IFFHS) como el cuarto mejor jugador iraquí del siglo, detrás de Ahmed Radhi, Hussein Saeed y Habib Jafar.

## Logros

### Club
- Primera División de Irak: 1

1979/80
- copa de Irak: 1

1977/78
- Campeonato de Clubes Árabes: 1

1981/82

### Selección nacional
- Copa de Naciones del Golfo: 1

1979
- Juegos Asiáticos: 1

1982

### Individual
- Mejor guardameta de la Copa de Naciones del Golfo de 1979.